# Savoja-Carignano
Savoja-Carignano (tal. Savoia-Carignano; fra. Savoie-Carignan), mlađi ogranak Savojske dinastije, koji je nastao 1620. godine, kada je savojski vojvoda Karlo Emanuel I. († 1630.) dodijelio svom sinu Tomi Franji (1596. – 1656.) titulu princa od Carignana. Nakon izumiranja glavne loze dinastije, 1831. godine, prijestolje Sardinije i Pijemonta naslijedio je Karlo Albert (1831. – 1849.). Godine 1861. njegovi nasljednici su ponijeli naslov Kralja Italije, kojeg su držali do pada monarhije 1946. godine.
Neki članovi dinastije Savoja-Carignano nosili su i titule španjolskog, albanskog i hrvatskog kralja te etiopskog cara.

## Popis vladara iz dinastije Savoja-Carignano

### Prinčevi Carignana
- Toma Franjo Savoja-Carignano (1596. – 1656.)
- Emanuel Filibert Savoja-Carignano (1628. – 1709.)
- Victor Amadeo I. Savoja-Carignano (1690. – 1741.)
- Luj Victor Savoja-Carignano (1721. – 1778.)
- Victor Amadeo II. Savoja-Carignano (1743. – 1780.)
- Karlo Emanuel Savoja-Carignano (1770. – 1800.)
- Karlo Albert (1798. – 1849.); kao princa Carignana

### Kraljevi Sardinije
- Karlo Albert (1831. – 1849.)
- Viktor Emanuel II. (1849. – 1861.)

### Kraljevi Italije
- Viktor Emanuel II. (1861. – 1878.)
- Umberto I. (1878. – 1900.)
- Viktor Emanuel III. (1900. – 1946.)
- Umberto II. (1946.)